# Unozawa Yuji
Unozawa Yuji (宇野沢 祐次, sinh ngày 3 tháng 5 năm 1983) là một cầu thủ bóng đá người Nhật Bản. Anh thi đấu cho Nagano Parceiro.

## Thống kê sự nghiệp câu lạc bộ
Cập nhật đến ngày 23 tháng 2 năm 2018.
| Thành tích câu lạc bộ | Thành tích câu lạc bộ | Thành tích câu lạc bộ | Giải vô địch | Giải vô địch | Cúp                   | Cúp                   | Cúp Liên đoàn | Cúp Liên đoàn | Tổng cộng | Tổng cộng |
| Mùa giải              | Câu lạc bộ            | Giải vô địch          | Số trận      | Bàn thắng    | Số trận               | Bàn thắng             | Số trận       | Bàn thắng     | Số trận   | Bàn thắng |
| Nhật Bản              | Nhật Bản              | Nhật Bản              | Giải vô địch | Giải vô địch | Cúp Hoàng đế Nhật Bản | Cúp Hoàng đế Nhật Bản | Cúp Liên đoàn | Cúp Liên đoàn | Tổng cộng | Tổng cộng |
| --------------------- | --------------------- | --------------------- | ------------ | ------------ | --------------------- | --------------------- | ------------- | ------------- | --------- | --------- |
| 2002                  | Kashiwa Reysol        | J1 League             | 13           | 3            | 1                     | 0                     | 3             | 0             | 17        | 3         |
| 2003                  | Kashiwa Reysol        | J1 League             | 15           | 0            | 1                     | 0                     | 2             | 1             | 18        | 1         |
| 2004                  | Kashiwa Reysol        | J1 League             | 11           | 1            | 1                     | 0                     | 4             | 2             | 16        | 3         |
| 2005                  | Kashiwa Reysol        | J1 League             | 13           | 0            | 2                     | 1                     | 4             | 1             | 19        | 2         |
| 2006                  | Kashiwa Reysol        | J2 League             | 16           | 0            | 5                     | 1                     | -             | -             | 21        | 1         |
| 2007                  | Avispa Fukuoka        | J2 League             | 10           | 0            | 0                     | 0                     | -             | -             | 10        | 0         |
| 2008                  | Japan Soccer College  | JRL                   | 11           | 8            | -                     | -                     | -             | -             | 11        | 8         |
| 2009                  | Japan Soccer College  | JRL                   | 11           | 6            | 2                     | 2                     | -             | -             | 13        | 8         |
| 2010                  | Nagano Parceiro       | JRL                   | 14           | 7            | -                     | -                     | -             | -             | 14        | 7         |
| 2011                  | Nagano Parceiro       | JFL                   | 33           | 15           | -                     | -                     | -             | -             | 33        | 15        |
| 2012                  | Nagano Parceiro       | JFL                   | 32           | 17           | 2                     | 0                     | -             | -             | 34        | 17        |
| 2013                  | Nagano Parceiro       | JFL                   | 34           | 20           | 4                     | 1                     | -             | -             | 38        | 21        |
| 2014                  | Nagano Parceiro       | J3 League             | 33           | 16           | 2                     | 0                     | -             | -             | 35        | 16        |
| 2015                  | Nagano Parceiro       | J3 League             | 25           | 1            | 1                     | 0                     | -             | -             | 26        | 1         |
| 2016                  | Nagano Parceiro       | J3 League             | 6            | 0            | 2                     | 0                     | -             | -             | 8         | 0         |
| 2017                  | Nagano Parceiro       | J3 League             | 13           | 4            | 1                     | 0                     | -             | -             | 14        | 4         |
| Tổng cộng sự nghiệp   | Tổng cộng sự nghiệp   | Tổng cộng sự nghiệp   | 291          | 98           | 24                    | 5                     | 13            | 4             | 327       | 107       |